# Tegenpaus Paschalis III
Paschalis III, eigenlijk Guido van Crema (Crema, ca. 1110 – Rome, 20 september 1168) was tegenpaus van 22 april 1164 tot zijn dood. Hij was de tweede tegenpaus tegenover paus Alexander III.
Over het leven van Guido van Crema is weinig bekend. Zijn oom Giovanni da Crema was kardinaal van 1117 tot 1135. Guido werd in 1150 tot kardinaal benoemd in de rol van deken van San Eustachio in Rome, maar opteerde voor het kardinaalschap van de titelkerk Santa Maria in Trastevere. In 1159 onderwierp hij zich aan het gezag van tegenpaus Victor IV en organiseerde synodes ten faveure van deze tegenpaus in Engeland en Duitsland. Na de dood van Victor IV op 20 april 1164, kwamen de aanhangers van de keizer in Würzburg bijeen en wezen op aandringen van Reinald van Dassel, aartsbisschop van Keulen en aartskanselier van Italië in dienst van Frederik I Barbarossa, Guido van Crema aan als opvolger, waarbij deze de naam Paschalis III aannam. Op 26 april 1164 volgde de beëdiging door de bisschop van Luik, Hendrik van Leyen, net als de nieuwe tegenpaus een trouw aanhanger van de keizer.
Tijdens zijn pontificaat wist Paschalis III de controle over Rome te behouden, waardoor zijn rivaal Alexander III gedwongen was in Frankrijk in ballingschap te blijven. Tijdens zijn pontificaat creëerde hij tien pseudokardinalen. Op 29 december 1165 canoniseerde hij op verzoek van Barbarossa Karel de Grote. Bij die gelegenheid werd de sarcofaag met de stoffelijke resten van Karel de Grote geopend en het gebeente in een reliekschrijn geplaatst. In 1167 kroonde hij Frederik I te Rome hernieuwd tot keizer. Hij stierf in 1168 in Rome aan kanker.
Na Paschalis' dood in 1168 was het schisma nog niet voorbij. Paschalis' aanhangers kozen Johannes van Struma (die de naam Calixtus III aannam) als zijn opvolger. Pas in 1177 verzoende keizer Barbarossa zich met Alexander III. In 1179 herriep het Derde Lateraans Concilie alle besluiten van de tegenpausen, ook de heiligverklaring van Karel de Grote door Paschalis III.